# Jeanette Peper
Jeanette Morven Peper (* 8. März 1916 in Saint-Jean-de-Luz, Frankreich als Jeanette Campbell; † 15. Januar 2003 in Buenos Aires) war eine argentinische Schwimmerin.

## Biografie
Jeanette Campbells Vater John war ein in Argentinien lebender Schotte. Während eines Besuchs in Europa im Jahr 1914 wurde die Familie in den Ersten Weltkrieg verwickelt und konnte nicht nach Südamerika zurückkehren. Zwei Jahre später kam Jeanette Campbell in Frankreich zur Welt und die Familie kehrte bald darauf nach Argentinien zurück. Dort eiferte sie ihrer älteren Schwester Dorothy, die Argentinische Meisterin über 100 m Freistil wurde, nach. Durch eine gute Leistung bei den Südamerikanischen Schwimmmeisterschaften 1935 wurde sie als einzige Frau in die Argentinische Olympiamannschaft von 1936 berufen. Bei den XI. Olympischen Sommerspielen in Berlin gewann Campbell über 100 Meter Freistil die Silbermedaille. Ihre Zeit von 1:06,4 min war 28 Jahre lang ein südamerikanischer Rekord. Campbell gewann 12 südamerikanische Titel und 13 nationale Meisterschaften. Sie heiratete später Roberto Peper, der ebenfalls Schwimmer beim Belgrano AC war. Das Paar hatte einen Sohn, Roberto junior, und zwei Töchter, Inés und Susana. Susana trat ebenfalls eine Karriere als Schwimmerin an und nahm an den Olympischen Spielen 1964 teil. Jeanette Peper war bei der Eröffnungsfeier 1964 Fahnenträgerin der argentinischen Delegation.